# Быдгощское воеводство
Бы́дгощское воево́дство (пол. Województwo bydgoskie) — историческое воеводство Польши, существовавшее в 1947—1998 годах. Административным центром воеводства был город Быдгощ.
Площадь воеводства составляла 10349 км², население — 1 136 900 человек (1998).
Рельеф — преимущественно равнинный, на севере слегка холмистый.
Климат — умеренно континентальный, средняя температура января −2,1 °, июля — +18,4 ° (Бидгош), осадков 500—600 мм в год. Значительные массивы сосновых лесов (Тухольская пуща и др.).
Судоходные реки: Висла, Брда, Нотец. Быдгощский канал (система Висла—Одра). Быдгощская воеводство — индустриально-аграрный район.
Промышленность: машиностроение, пищевая (особенно сахарная — 18,5 % (1957) общего производства сахара в стране), химическая (содовая, суперфосфатная), деревообрабатывающая, целлюлозно-бумажная и др..
Важные промышленные центры: Быдгощ, Иновроцлав, Влоцлавек, Торунь, Грудзендз.
Во времена Польской народной республики до 60 % территории было занято пахотными землями. Основные сельскохозяйственные культуры — зерновые (53 %) и картофель (15 %), среди других наибольший удельный вес имели сахарная и кормовая свекла. Развивалось животноводство мясо-молочного направления.
Через территорию воеводства проходили дороги, связывавшие Силезию и центральные районы страны с портами Гданьск и Гдыня.
1 января 1999 года воеводство было упразднено, а его территория вошла в состав Куявско-Поморского воеводства.